# Зенит (Париж)
«Зенит Париж — Ла-Виллет» (фр. Le Zénith Paris - La Villette) — концертный зал, расположенный с восточной стороны парка Ла-Виллет в 19-м округе Парижа, на берегу канала Урк. Зал на 6238 мест посвящён року и современной эстраде. Возведён в 1983 году, открыт для публики в 1984 году.

## История
«Зенит» был построен в 1983 году вместо Парижского павильона (Pavillon de Paris) архитекторами Филиппом Ше (Philippe Chaix) и Жан-Полем Морелем (Jean-Paul Morel) из архитектурного бюро «Chaix & Morel et associés» по инициативе министра культуры Жака Ланга и торжественно открыт концертом с участием Рено, Шарля Трене и панк-рок-группы Zéro de conduite в январе 1984 года.
Также как Эйфелева башня, концертный зал задумывался как временная конструкция, предназначенная к демонтажу, в данном случае после 3 лет службы, с планами построить новый зал в ближайшем пригороде.
Но случилось, что успех «надутого» концертного зала в Париже привёл к созданию чуть ли не пятнадцати копий во всей Франции в городах Кан, Клермон-Ферран, Дижон, Лилль, Лимож, Монпелье, Нанси, Нант, Орлеан, По, Руан, Страсбург, Тулон и Тулуза (планируются в городах Сент-Этьенн и Амьен) под тем же названием «Зенит» (Zénith) — зарегистрированной коммерческой маркой.

## Выступавшие артисты
В 1984 году, вскоре после открытия зала, здесь отметил 10-летний юбилей своей творческой деятельности модельер Тьери Мюглер — на показе его коллекции присутствовало 6 тысяч зрителей.
Многие знаменитые артисты французской эстрады записали свои диски «вживую» в парижском «Зените». Среди них:
- Серж Генсбур — «Le Zénith de Gainsbourg»,
- Alizee
- Renaud,
- Les Enfoirés,
- Жан-Жак Гольдман — «Du New Morning au Zénith»
- Ванесса Паради,
- Мишель Берже,
- Бернар Лавилье,
- Джонни Халлидей,
- Dorothée,
- Клод Нугаро,
- Юбер-Феликс Тьефен,
- Франс Галль,
- Шейла,
- Мишель Сарду,
- Эдди Митчел,
- Этьен Дахо — «Live ED», 1990,
- Патрисия Каас — «Carnets de scène»,
- Kassav,
- Michel Jonasz,
- Три Ян,
- Zazie,
- Шеб Халед,
- Faudel,
- Рашид Таха,
- Дженифер.

Французский рок: Indochine, Téléphone, Ange, Dionysos, Pleymo, Superbus, Saez и др.
Французский рэп: Suprême NTM
Зарубежные артисты:
- Nirvana,
- Tokio Hotel,
- The Chemical Brothers,
- Oasis,
- Blink-182,
- Laura Pausini (Live in Paris’05),
- Селин Дион — «Live à Paris», 1996
- Toto (Falling in Between Live), 2007,
- Burning Spear,
- The Cure (Paris),
- Simple Minds (Live In The City Of Light),
- Evanescence (Anywhere but Home),
- Muse,
- The Stranglers,
- Deep Purple,
- Placebo,
- Лаупер, Синди,
- Motörhead,
- Спирс, Бритни
- Агилера, Кристина,
- Usher,
- Rammstein,
- Brandy,
- Nightwish,
- Within Temptation,
- Mika
- Marilyn Manson,
- Avenged Sevenfold ,Busta Rhymes, Sum 41, The Black Eyed Peas, Scorpions, Werrason, Брюс Спрингстин, The Strokes, The White Stripes, The Hives, Emir Kusturica, BB King, Franz Ferdinand, Papa Wemba, Koffi Olomide, Avril Lavigne, Rihanna, Dream Theater, Metallica,WWE Raw, Iron Maiden, Tabou Combo, T-Vice, Dir en Grey, Alicia Keys, 30 Seconds To Mars, Saber Rebaï, Green Day, Groundation и др.

## Адрес
- 211, avenue Jean Jaurès, parc de la Villette 75019 Paris
- Проезд: станция метро Порт де Пантэн (Porte de Pantin), линия 5.